# Cryptocarya nana
Cryptocarya nana är en lagerväxtart som beskrevs av André Joseph Guillaume Henri Kostermans. Cryptocarya nana ingår i släktet Cryptocarya och familjen lagerväxter. Inga underarter finns listade i Catalogue of Life.